# Polska na zawodach Pucharu Europy w Lekkoatletyce 1989
Polska na zawodach Pucharu Europy w Lekkoatletyce 1989 – wyniki reprezentacji Polski w 12. edycji Pucharu Europy w 1989.
Reprezentacja żeńska wystąpiła w finale „A”, który odbył się w dniach 5–6 sierpnia 1989 w Gateshead. Reprezentacja męska wystąpiła w finale „B”, który odbył się w dniach 5–6 sierpnia 1989 w Brukseli.

## Mężczyźni
Polska zajęła 3. miejsce wśród ośmiu drużyn, zdobywając 102 punkty i pozostała w grupie „B”.
- 100 m: Sylwester Machaj – 5 m. (10,77)
- 200 m: Marek Zalewski – 5 m. (21,19)
- 400 m: Tomasz Jędrusik – 1 m. (46,48)
- 800 m: Zbigniew Janus – 7 m. (1:48,79)
- 1500 m: Mirosław Żerkowski – 6 m. (4:00,94)
- 5000 m: Leszek Bebło – 5 m. (13:56,98)
- 10000 m: Karol Dołęga – 7 m. (30:04,84)
- 110 m ppł: Tomasz Nagórka – 1 m. (13,49)
- 400 m ppł: Robert Zajkowski – 4 m. (50,46)
- 3000 m z przeszkodami: Bogusław Mamiński – 1 m. (8:33,61)
- skok wzwyż: Artur Partyka – 2 m. (2,32)
- skok o tyczce: Ryszard Kolasa – 6 m. (5.00)
- skok w dal: Andrzej Klimaszewski – 8 m. (7,57)
- trójskok: Andrzej Grabarczyk – 1 m. (16,86 – z wiatrem)
- pchnięcie kulą: Helmut Krieger – 5 m. (19,25)
- rzut dyskiem: Edward Rikert – 3 m. (59,04)
- rzut młotem: Lech Kowalski – 8 m. (65,16)
- rzut oszczepem: Mirosław Witek – 2 m. (74,32)
- sztafeta 4 × 100 m: Czesław Prądzyński, Sylwester Machaj, Zbigniew Jakimowicz, Jacek Marlicki – 5 m. (40,51)
- sztafeta 4 × 400 m: Tomasz Jędrusik, Mariusz Rządziński, Wojciech Lach, Paweł Woźniak – 1 m. (3:05,47)

## Kobiety
Polska zajęła 6. miejsce wśród ośmiu drużyn, zdobywając 56 punktów i pozostała w grupie „A”.
- 100 m: Joanna Smolarek – 5 m. (11,64)
- 200 m: Ewa Kasprzyk – 3 m. (23,72)
- 400 m: Elżbieta Kilińska – 6 m. (53,60)
- 800 m: Dorota Buczkowska – 8 m. (2:03,62)
- 1500 m: Małgorzata Rydz – 4 m. (4:08,40)
- 3000 m: Grażyna Kowina – 5 m. (9:05,75)
- 10000 m: Wanda Panfil – 5 m. (33:18,57)
- 100 m ppł: Anna Leszczyńska – 7 m. (13,86)
- 400 m ppł: Beata Knapczyk – 6 m. (56,99)
- skok wzwyż: Jolanta Komsa – 4 m. (1,85)
- skok w dal: Agata Karczmarek – 5 m. (6,52)
- pchnięcie kulą: Małgorzata Wolska – 8 m. (16,55)
- rzut dyskiem: Renata Katewicz – 6 m. (56,60)
- rzut oszczepem: Mariola Dankiewicz – 5 m. (58,56)
- sztafeta 4 × 100 m: Małgorzata Skotowska, Urszula Jaros, Joanna Smolarek, Ewa Kasprzyk – 5 m. (44,12)
- sztafeta 4 × 400 m: Renata Sosin, Barbara Grzywocz, Beata Knapczyk, Elżbieta Kilińska – 5 m. (3:30,76)